# Hollandia (barco)
El Hollandia era un barco de la Compañía Holandesa de las Indias Orientales (también conocida como VOC) que se hundió cerca de Annet, en las Islas Sorlingas (Reino Unido) el 13 de junio de 1743 causando 276 víctimas. Fue descubierto en 1971 por Rex Cowan, un abogado londinense.
- Datos: Q2841236
- Multimedia: Shipwreck Hollandia / Q2841236